# 팔리 경장
팔리 경장 또는 숫타 삐따까(Sutta Piṭaka)는 팔리어 불경 중 경전을 모은 것으로, 팔리 삼장(Tipiṭaka) 중 두번째 묶음이다.
경의 길이에 따라 5개로 나뉘어 있어 5부(五部)라고도 한다.
대승불교 대장경 경장과 달리 주로 붓다가 생전에 말한 이야기들로 이루어져있다.

## 구성
팔리 경장(숫타 니까야)는 길이에 따라 5개로 분류되었으므로, 5부(五部, Pañca Nikāya)라고도 한다. 부파에 따라 붓다 사후에 정리된 굿다까 니까야를 논장(아비담마 니까야)으로 분류해 4부로 보기도 한다.
1. 디가 니까야(Dīgha Nikāya, 長部)
2. 맛지마 니까야(Majjhima Nikāya, 中部)
3. 상윳따 니까야(Saṃyutta Nikāya, 相應部)
4. 앙굿따라 니까야(Aṅguttara Nikāya, 增支部)
5. 굿다까 니까야(Khuddaka Nikāya, 小部))

## 디가 니까야
긴 길이의 경 34개가 3품(vagga, 品)으로 분류되어있다. 불교의 중요한 교리와 계율을 담고 있는 범망경, 사문과경 등과 붓다의 마지막 모습을 볼 수 있는 대반열반경 등 중요한 경들이 많다.

## 맛지마 니까야
중간 길이의 경 152개를 3편(3부)로 분류했다. 붓다가 제자의 질문에 답한 것이 많다.

## 상윳따 니까야
짧은 길이의 경 2889개를 5품(vagga, 品)으로 분류했다. 주제별로 분류되어 있다.

## 앙굿따라 니까야
짧은 길이의 경 2308개를 11장(nipāta, 章)으로 분류했다. 장의 번호에 상응하는 숫자에 관련된 주제로 분류되어 있다.

## 굿다까 니까야
결집이 끝난 후 남은 것들을 다시 모은 것으로 알려진 15~18개의 경이다. 논장(Abhidhamma Piṭaka)에 포함시키기고 굿다까 삐따까(Khuddaka Piṭaka, 소전(小典))으로 부르는 경우도 있다.

## 주석서
- Sumaṅgalavilāsinī, 장부주(長部註), 묘길상소(妙吉祥疏) — 디가 니까야 주석서[2][3][4]
- Papañcasūdanī, 중부주(中部註), 멸희론소(滅戱論疏) — 맛지마 니까야 주석서
- Sāratthappakāsinī, 상응부주(相應部註), 현시조어소(顯示調御疏) — 상윳다 니까야 주석서
- Manorathapūraṇī, 증지부주(增支部註), 여의성취소(如意成就疏) — 앙굿따라 니까야 주석서

## 주석서의 주석서
- Dhammapala의 Dīghanikāya-ṭīkā — Sumaṅgalavilāsinī 주석서[5]
- Dhammapala의 Majjhimanikāya-ṭīkā — Papañcasūdanī 주석서
- Dhammapala의 Saṁyuttanikāya-ṭīkā — Sāratthappakāsinī 주석서
- Sāriputta의 Saratthamanjusa — Manorathapūraṇī 주석서

## 한국어 번역

### 발췌역
- 일아 역편, 《(한 권으로 읽는)빠알리 경전》(서울: 민족사), 2008.
- 돈연 옮김, 불전간행회 편, 《아함경: 인생의 지침》(불교경전 13~14, 서울: 민족사), 1~2권, 1994. — 제목과 달리 5부를 기준으로 옮긴 책.
- 최봉수 옮김, 《팔리경전이 들려주는 고타마 붓다》(원전의 세계 1, 서울: 불광출판부), 1994.
- 최봉수 옮김, 《팔리경전이 들려주는 불교의 진리》(원전의 세계 2, 서울: 불광출판부), 1994.
- 최봉수 지음, 《원시불교 원전의 이해》(서울: 불광출판부), 1993.
- 增谷文雄 지음, 이원섭 옮김, 《阿含經이야기》(玄岩新書 43, 서울: 현암사), 1977. — 제목과 달리 일본어역 남전대장경, 즉 5부를 바탕으로 쓴 책이다.